# Мочуринський заказник
Мочурівський — ботанічний заказник місцевого значення. Об'єкт розташований на території Камінь-Каширського району Волинської області, філія «Камінь-Каширське лісове господарство», Нуйнівське лісництво, квартал 5, виділ 20.
Площа — 5,1 га, статус отриманий у 1980 році за рішенням Волинського облвиконкому від 30.12.1980 № 493.
Охороняється евтрофне болото, поросле рідколіссям сосни звичайної Pinus sylvestris. У трав'яному покриві зростають різні види осок Carex, багно звичайне Ledum palustre, журавлина болотна Oxycoccus palustris. Трапляється осока тонкокореневищна Carex chordorhiza - гляціальний релікт, занесений до Червоної книги України.